# Карацк
Карацк (бел. Карацк) — агрогородок в Клецком районе Минской области Белоруссии. В составе Голынковского сельсовета. До 2013 года входил в состав Тучанского сельсовета. Население 406 человек (2009).

## География
Карацк находится в 16 км юго-западнее райцентра, города Клецк и в 21 км к северо-востоку от города Ганцевичи. В 5 км к югу проходит граница с Брестской областью. Через агрогородок протекает небольшая речка Тучанка, которая южнее Карацка впадает в реку Нача. Через Карацк проходит дорога Клецк — Голынка. Ближайшие ж/д станции находятся в Клецке (линия Слуцк — Барановичи) и в Ганцевичах (линия Барановичи — Столин — Ровно).

## История
28 июня 2013 года Карацк передан из упразднённого Тучанского сельсовета в состав Голынковского сельсовета.

## Культура
- Карацкий сельский клуб-библиотека

## Достопримечательности
- Руины усадьбы Черноцких (XIX век). Усадебный дом и парк не сохранились. От всего усадебного комплекса остались лишь руины хозпостройки и часовня-усыпальница Я. Черноцкой.